# 掛川雅夫
掛川 雅夫（かけがわ まさお、1950年4月6日 ‐ ）は、NHKの元アナウンサー。

## 来歴
愛媛県伊予郡松前町出身。愛光高校、早稲田大学商学部を卒業。
1973年、NHKに入局。旭川を皮切りに津（1977 - 1980年）、大分、神戸、徳島、松山、大分、津、大津を経て2006年から再び松山で勤務。東京での勤務を一度も経験することなく松山放送局を最後に定年となった。
定年後も嘱託で勤務していたが、2015年からはシニアスタッフとしてラジオを中心に出演している。

## 担当番組
☆が出演中
大分放送局時代
- お達者くらぶ長寿列島北南「残そう郷土の味を!」～大分県玖珠町～（1982年5月26日）
- アナウンス副部長

津放送局時代
- 〈おしゃべりらんち〉編集責任者

大津放送局時代
- さわやか自然百景  滋賀伊吹山
- 上方演芸会（司会）

松山放送局時代（2度目）
- 愛媛県・四国地方のラジオニュース☆
- テレビ・ラジオのコールサイン読み上げ